# ルタ・パスカウスキエネ
ルタ・パスカウスキエネ(Rūta Paškauskienė、1977年3月29日 - )は、リトアニアのカウナス出身の女子卓球選手。2008年には北京オリンピックにリトアニアからの唯一卓球選手として女子シングルスに出場した。予選でブラジルのマリアニー・ノナカに4-0で勝利、1回戦も北朝鮮の金美泳に4-3で勝利したが、2回戦でハンガリーのクリスティナ・トートに3-4で敗れた。
ルタ・パスカウスキーン、またはパスカウスキーネとも表記される。ルタ・ガルカウスカイテは苗字が変わる前の名である。

## 主な戦績
- 1994年
  - ヨーロッパ選手権バーミンガム大会 女子ダブルス ベスト4
- 1996年
  - ヨーロッパ選手権ブラチスラヴァ大会 女子ダブルス ベスト4
- 2000年
  - ヨーロッパ選手権ブレーメン大会 混合ダブルス優勝（アレクサンダー・カラカセビッチと）
- 2002年
  - ヨーロッパ選手権ザグレブ大会 女子ダブルス ベスト4、混合ダブルス準優勝（アレクサンダー・カラカセビッチと）
- 2005年
  - ヨーロッパ選手権オーフス大会 混合ダブルス優勝（アレクサンダー・カラカセビッチと）
- 2007年
  - ヨーロッパ選手権ベオグラード大会 混合ダブルス優勝（アレクサンダー・カラカセビッチと）
- 2008年
  - ヨーロッパ選手権サンクトペテルブルク大会 女子シングルス優勝
- 2009年
  - ヨーロッパ選手権シュトゥットガルト大会 女子シングルス ベスト4、女子ダブルス ベスト4（オクサナ・ファデエワと）
- 2010年
  - ヨーロッパ選手権オストラヴァ大会 女子シングルス ベスト4、女子ダブルス優勝（オクサナ・ファデエワと）
- 2011年
  - ヨーロッパ選手権グダニスク大会 女子ダブルス優勝（オクサナ・ファデエワと）
- 2016年
  - ヨーロッパ選手権ブダペスト大会 混合ダブルス ベスト4（アレクサンダー・カラカセビッチと）
- 2018年
  - ヨーロッパ選手権アリカンテ大会 混合ダブルス ベスト4（アレクサンダー・カラカセビッチと）